# Omar Borg
Omar Borg (* 10. Juli 1980) ist ein maltesischer Fußballtorhüter.  
Der Torhüter begann seine Karriere 1997 beim maltesischen Club Naxxar Lions, zu dessen Mannschaft er bis 2002 gehörte. Anschließend wechselte er in den Kader des FC Msida Saint Joseph, bei denen er bis 2007 blieb. Seit 2008 spielte Borg in der Mannschaft des FC Birkirkara, mit denen er in der Saison 2009/10 die Meisterschaft in der Maltese Premier League gewann. Anschließend wechselte er zu den Ħamrun Spartans. Im Sommer 2012 schloss er sich dem FC Marsaxlokk in der First Division an. Ein Jahr später verpflichtete ihn Erstligist FC Mosta. Dort erreichte er mit seinem Team dreimal den Klassenerhalt. Seit Sommer 2016 spielt er wieder für die Naxxar Lions.

## Erfolge
FC Birkirkara
- 2009/10 Meister Maltese Premier League